# Andesklyde
Andesklyde (latin: Recurvirostra andina) er en fugleart, der lever i Andesbjergene - fra det sydlige Peru til det nordvestlige Argentina.